# Derby Nacional (Perú)
Derby Nacional es una competición hípica de pura sangres de 3 años de edad que se disputa en el Hipódromo de Monterrico ubicado en Lima, Perú. Es la tercera corona de las 4 que conforman la Cuádruple Corona peruana. Se corre sobre la pista de arena y en una distancia de 2400 metros.
Esta es la competición más importante del turf peruano.

## Fecha de la carrera
Normalmente, se realiza el primer domingo de noviembre.

## Historial
Desde el 1903 en Hipódromo de Santa Beatriz, en 1940 se pasó al Hipódromo de San Felipe y en 1961 al Hipódromo de Monterrico.
- Jockey  más ganador: 7 triunfos - Antón Vásquez (1951, 1953, 1956, 1957, 1959, 1960)
- Entrenador más ganador: 9 triunfos - Ambrossio Malnatti (1920, 1935, 1949, 1953, 1954, 1956, 1957, 1959, 1960)
- Dueño más ganador: 6 triunfos - Barlovento Stud (1963, 1968, 1970, 1973, 1974, 1976)

### Campeones del Derby Nacional
| Año  | Ganador         | Jockey                | Entrenador                 | Stud              |
| 2024 | Magic Power     | Huber Bocanegra       | Juan Diego Gonzales-Vigil  | Valle Sagrado     |
| 2023 | Poseidón        | Edwin Talaverano      | Juan Suárez Villarroel     | Pedro Solari      |
| 2022 | Paradigma       | Esvin Requejo         | Juan Suárez Villarroel     | Black Label       |
| 2021 | Super Nao       | José Reyes            | Alfonso Arias              | Ju-Ya             |
| 2020 | Novillero       | Martin Chuan          | Juan Suárez Villarroel     | Black Label       |
| 2019 | Baron Rojo      | Edwin Talaverano      | Jorge Salas                | Unicornio         |
| 2018 | Ancelotti       | Edwin Talaverano      | Alfonso Arias              | Voghera           |
| 2017 | Golden Leaf     | Martín Chuan          | Juan Suarez Villarroel     | Starbucks         |
| 2016 | Huracán Américo | Miguel Vilcarima      | Arturo Morales             | Doña Licha        |
| 2015 | Nieto Mireyo    | José Monteza          | Juan Suarez Villarroel     | Cateluca          |
| 2014 | Liberal         | Iván Quispe           | Camilo Traverso II         | The Fathers       |
| 2013 | Camilín Camilón | Martín Chuan          | Juan Suarez Villarroel     | Cateluca          |
| 2012 | Kung Fu Mambo   | Carlos Javier Herrera | Arturo Morales             | Doña Licha        |
| 2011 | Fly Lexis Fly   | Carlos Javier Herrera | Arturo Morales             | Doña Licha        |
| 2010 | Fahed Jr        | Edwin Talaverano      | Félix Banda                | Soribel           |
| 2009 | Koko Mambo      | Carlos Javier Herrera | Juan Suarez Villarroel     | Black Label       |
| 2008 | Lady Shatzi     | Ivan Quispe           | Sabino Arias               | Altamar           |
| 2007 | Tomcito         | Benjamin Padilla      | Juan V. Suárez             | Jet Set           |
| 2006 | Muller          | Victor Fernández      | Augusto Olivares           | El Catorce        |
| 2005 | Fletcher        | Carlos Trujillo       | Jorge Salas                | Myrna             |
| 2004 | Nicolas         | Juan R. Torres        | Jorge Toutín               | Stud Thani        |
| 2003 | La Sami         | Carlos Hernández      | Juan V. Suárez             | H. Rancho Fátima  |
| 2002 | Kiana           | Edwin Talaverano      | Félix Banda                | Gloria            |
| 2001 | Shawshank       | Benjamin Padilla      | Carlos Gastañeta           | T.K.              |
| 2000 | Sharaf          | Renzo Morales         | Félix Banda                | R.W.K.            |
| 1999 | Batuka          | Pablo Falero          | Carlos Gastañeta           | Jones-Falhgren    |
| 1998 | Grozny          | David Cora            | Fernando Chang             | Temsa             |
| 1997 | Capitán Garfio  | José Sierra           | Jaime Fuchs                | Haras Santa María |
| 1996 | Kamel           | Manuel Aguilar        | Miguel Drago               | Temsa             |
| 1995 | Quicklift       | David Cora            | Carlos Gastañeta           | Carl J            |
| 1994 | Janfranco       | Luis Ranilla          | Camilo Traverso            | Gina              |
| 1993 | Tia Gigi        | Pedro Cerón           | Camilo Traverso            | Angela Silvia     |
| 1992 | Stash           | Adolfo Morales        | Eduardo Pianezzi           | Azul Marino       |
| 1991 | Musicale        | Christian Aragón      | Juan Arriagada             | Haras Santa María |
| 1990 | Mary July       | Luis Gonzáles         | Augusto Soto               | Gina              |
| 1989 | That Police     | E. Herrera            | Miguel Salas II            | Los Haras         |
| 1988 | El Duce         | Yuri Yuranga          | Jorge Salas                | San Miguel        |
| 1987 | Clochard        | M. Becerra            | Alfonso Arias              | FFLV              |
| 1986 | Mi Colorao      | Arturo Morales        | J. Morales                 | Mi Laurita        |
| 1985 | Ophyusca        | Luis Gonzáles         | Jorge Salas                | Linhanyen         |
| 1984 | Galeno          | Pedro Cerón           | Luis Melgar                | Nancy             |
| 1983 | Furioso         | P. Mendoza            | Miguel Arteta              | Delta             |
| 1982 | Piggot          | Aníbal Prado          | Miguel Arteta              | San Juan          |
| 1981 | Don Ramón       | Melanio Rojas         | Juan V. Suárez             | Notre Dame        |
| 1980 | Lady Embassy    | Arnaldo Unsihuay      | Juan Suárez                | Santa Marina      |
| 1979 | Vaduz           | Gonzalo Rojas         | José Valenzuela            | Couet             |
| 1978 | Morada Y Oro    | Guillermo Herrera     | Juan Suárez                | Moradito          |
| 1977 | Profesor        | Juan Castellanos      | A. Miranda                 | Salva             |
| 1976 | Le Vodkatine    | Arturo Morales        | Juan Suárez                | Barlovento        |
| 1975 | Asombro         | Antonio Aburto        | Juan Suárez                | Monty             |
| 1974 | Primero de Mayo | José Valdivia         | Juan Suárez                | Barlovento        |
| 1973 | Santorín        | Arturo Morales        | Juan Suárez                | Barlovento        |
| 1972 | Rascal          | Arturo Morales        | Luis Palma                 | Recta Final       |
| 1971 | Rafael          | Sergio Vera           | C. Pianezzi                | Tania             |
| 1970 | Palatino        | Gonzalo Rojas         | Juan Suárez                | Barlovento        |
| 1969 | Tabasco         | Jaime Garrido         | M. Acevedo                 | San Martín        |
| 1968 | Trastévere      | Sergio Vera           | Juan Suárez                | Barlovento        |
| 1967 | Tanino          | Ricardo Cárdenas      | A. Cano                    | Emilito           |
| 1966 | Arrabal         | Ricardo Cárdenas      | Erasmo Quiñones            | Ica               |
| 1965 | Fusión          | Carlos Farmer         | C. Pianezzi                | San Esteban       |
| 1964 | Giuglio         | Luis Alberto Díaz     | Segundo Saravia            | Austria           |
| 1963 | Polaris         | J. Valdivia           | A. Salas                   | Barlovento        |
| 1962 | Daré            | M. Mendoza            | E. Gastaldo                | Sin Ruido         |
| 1961 | Kores           | C. Rojas              | E. Hernández II            | Manolo            |
| 1960 | Pérfida         | Antonio Vásquez       | Ambrossio Malnatti         | Quaker State      |
| 1959 | Pamplona        | Antonio Vásquez       | Ambrossio Malnatti         | Quaker State      |
| 1958 | Ruby Silver     | J. Atala              | Juan Fuentes               | Morococha         |
| 1957 | Perigord        | Antonio Vásquez       | Ambrossio Malnatti         | Quaker State      |
| 1956 | Pencil          | Antonio Vásquez       | Ambrossio Malnatti         | Quaker State      |
| 1955 | Río Pallanga    | Antonio Marchesini    | Alejandro Hernández Laredo | Antonio Chopitea  |
| 1954 | Pirulín         | R. Salazar            | Ambrossio Malnatti         | Pasamayo          |
| 1953 | Sherbet         | Antonio Vásquez       | Ambrossio Malnatti         | Quaker State      |
| 1952 | Alí Khan        | Luis Alberto Díaz     | A. Echevarría              | Victoria          |
| 1951 | Chantilly       | Antonio Vásquez       | R. Castelli                | Sans Souci        |
| 1950 | Llanero         | Antonio Vásquez       | Segundo Saravia            | Los Criollos      |
| 1949 | Pavero          | Luis Alberto Díaz     | Ambrossio Malnatti         | Pasamayo          |
| 1948 | Imperio *       | Alfonso Carbonell     | Manuel Castelli            | Blue White        |
| 1948 | Daiquirí *      | A. Poblete            | Roberto Castelli           | Cuba              |
| 1947 | Premier         | Juan Luis Díaz        | C. Gonzales                | Alcatraz          |
| 1946 | Superior        | Juan Luis Díaz        | Juan Fuentes               | Tradiciones       |
| 1945 | Ripley          | Alfonso Carbonell     | R. Ferrando                | Reunión           |
| 1944 | Monona          | H. Herrera            | J. Torres                  | Cuzco             |
| 1943 | Gran Dama       | Alfonso Carbonell     | A. Ávila                   | Huascarán         |
| 1942 | El vino         | J. Bravo              | E. Hernández               | Los Andrés        |
| 1941 | Pulgarín        | O. Ulloa              | Santiago Ferrando          | El Látigo         |
| 1940 | Partícula       | E. Canales            | Santiago Ferrando          | El Látigo         |
| 1939 | Corday          | Juan Luis Díaz        | Segundo Saravia            | Santa Bárbara     |
| 1938 | Berolina        | J. Bravo              | Juan Fuentes               | Sajonia           |
| 1937 | Saboya          | Isaías Gonzáles       | J. Torres                  | Italia            |
| 1936 | Don Manuel      | Ceferino Gonzáles     | F. Lara                    | Pisco             |
| 1935 | Rocketeer       | Ceferino Gonzáles     | D. Vial                    | Santa Catalina    |
| 1934 | La Viña         | L. Fuentes            | A. Fernández               | San Isidro        |
| 1933 | Don Augusto     | L. Fuentes            | A. Ávila                   | Victoria          |
| 1932 | Cirano III      | Ceferino Gonzáles     | J. Herrera                 | Constancia        |
| 1931 | Travieso        | J. Orellana           | Santiago Ferrando          | Teresita          |
| 1930 | Zelim           | Ceferino Gonzáles     | Juan Pianezzi              | Eclipse           |
| 1929 | Lucifer         | Alfonso Silva         | Santiago Ferrando          | Alianza           |
| 1928 | Aramis          | Ceferino Gonzáles     | Juan Pianezzi              | Miraflores        |
| 1927 | Primorosa       | Juan Orellana         | Ventura Castro             | Don Ventura       |
| 1926 | Golpe           | E. Terán              | Santiago Ferrando          | Alianza           |
| 1925 | Misterio        | Isaías Gonzáles       | Ambrossio Malnatti         | Versalles         |
| 1924 | Irlandés        | Isaías Gonzáles       | A. Rodríguez               | La Granja         |
| 1923 | Fiorina         | J. Ferrea             | P. Bagú                    | Omega             |
| 1922 | Carmela         | I. Gonzáles           | V. Castro                  | Porte Bonheur     |
| 1921 | Céfiro          | Juan Orellana         | Santiago Ferrando          | Alianza           |
| 1920 | Altanero        | A. Solís              | Ambrossio Malnatti         | Lima              |
| 1919 | Peruano         | P. Costa              | R. Gómez                   | Latino            |
| 1918 | La beata        | José Herrera          | Carlos Lara                | Porte Bonheur     |
| 1917 | Ruso            | J. Castro             | A. Casella                 | Latino            |
| 1916 | Revoltoso       | F. Muñoz              | Carlos Lara                | Porte Bonheur     |
| 1915 | Hércules        | Isaías Gonzáles       | Foción Mariátegui          | Oasis             |
| 1914 | Alarmista       | Isaías Gonzáles       | E. Bermúdez                | Rienzi            |
| 1913 | Pekín           | J. Orellana           | E. Bermúdez                | Rienzi            |
| 1912 | Sereno          | S. Ryan               | A. Coloma                  | Lima              |
| 1911 | Demócrata       | F. Muñoz              | Carlos Lara                | Porte Bonheur     |
| 1910 | Pisco           | J. Contreras          | P. Longori                 | Cayaltí           |
| 1909 | Argentina       | J. Contreras          | P. Longori                 | Cayaltí           |
| 1908 | Turf            | A. Díaz               | R. Díaz                    | Cayaltí           |
| 1907 | Bridge          | F. Muñoz              | D. Casella                 | Cayalti           |
| 1906 | Rienzi          | Luis Benites          | J. Ramsing                 | Alianza           |
| 1905 | Troya II        | Frank Gutiérrez       | J. Ramsing                 | Alianza           |
| 1904 | Año Nuevo       | Luis Benites          | Luis Zavala                | Peruano           |
| 1903 | Mizpah          | Luis Benites          | Carlos Zárate              | Mizpah            |

* En 1948 hubo un dead heat (empate) por primera vez.